# Birked jezik
Birked jezik (ISO 639-3: brk; birgid, birguid, birkit, birqed, kajjara, murgi), izumrli istočnosudanski jezik koji se nekada govorio na sjeveru Darfura i Kordofana u Sudanu. Leksički mu je najbliži bio kadaru [kdu] 60%.
Birkedski jezik je bio jedini predstavnik birkedske podskupine centralnonubijske skupine jezika. 

## Vanjske poveznice
- Ethnologue (14th)
- Ethnologue (15th)